# Sucesso do Inconsciente
Sucesso do Inconsciente é o quarto álbum de estúdio da banda João Penca e Seus Miquinhos Amestrados. Foi lançado em 1989 pela gravadora Independent Esfinge.
O álbum gerou o hit "Matinê no Rian", que seria usado como tema de abertura da telenovela O Sexo dos Anjos. Paula Toller do Kid Abelha fornece vocais adicionais para esta faixa.
Matinê no Rian" faz referência ao Cinema Rian , um famoso e já extinto cinema do Rio de Janeiro, fundado pela primeira-dama do Brasil Nair de Tefé em 1932 e demolido em 1983.
"SOS Miquinhos" é um medley (ou, como João Penca coloca, "merdley", uma maleta de "merda" - a palavra para "merda" e "medley") composta pelas faixas "Namoradinha de um Amigo Meu" (uma paródia da canção homônima de Roberto Carlos), "Espero É o Coqueiro", "Certo ou Errado", "Rua Augusta", "Vem Quente que Eu Estou Fervendo" e um cover de Ye

## River, davbanda ers e paródias
Todos os álbuns de João Penca apresentam covers e paródias em língua portuguesa dos anos 40 e 1950, rock and roll, rockabilly e músicas de surf da década de 1960.
Johnny Pirou
Uma paródia de "Johnny B. Goode" de Chuck Berry.
O Monstro Macho
Uma paródia de Boris Pickett e "Monster Mash" dos Crypt-Kickers.

## Faixas
| N.º | Título | Duração |  |
| 1.  | "Menino Justiceiro" (Vigilante Boy) | 2:18    |  |
| 2.  | "Larga Meu Pé" (Get Off Me) | 3:32    |  |
| 3.  | "A Surra" (The Whooping) | 2:35    |  |
| 4.  | "O Par" (The Pair) | 2:23    |  |
| 5.  | "Matinê no Rian" (A Matinée at the Rian — feat. Paula Toller) | 2:19    |  |
| 6.  | "O Velho Tubarão" (The Old Shark) | 3:10    |  |
| 7.  | "Johnny Pirou" (Johnny's Crazy) | 4:22    |  |
| 8.  | "Cozinho de Noite" (I Cook at Night) | 2:20    |  |
| 9.  | "O Monstro Macho" (The Macho Monster) | 3:22    |  |
| 10. | "S.O.S. Miquinhos (Merdley)" I. "Namoradinha de um Amigo Meu" II. "Esperto É o Coqueiro" III. "Certo ou Errado" IV. "Rua Augusta" V. "Vem Quente que Eu Estou Fervendo" VI. "Yellow River" | 3:30    |  |

## Créditos
- Selvagem Big Abreu (Sérgio Ricardo Abreu) - vocais, violão elétrico
- Avellar Love (Luís Carlos de Avellar Júnior) - vocais, baixo
- Bob Gallo (Marcelo Ferreira Knudsen) - vocais, bateria

### Músicos convidados
- Paula Toller - vocal feminino em "Matinê no Rian"
- Léo Jaime - vocais em "Namoradinha de um Amigo Meu"

### Produção
Júnior Mendes - produção